# Pelle Falk Krusbæk
Pelle Falk Krusbæk (født 11. juli 2006) er en dansk skuespiller.

## Filmografi
- Familien Jul 2 - I nissernes land (2016)
- Den lille grå traktor Fergie (2016)
- Juleønsket (2015)
- Rita (2015)
- Rejsen til Fjerkongens Rige (2014)
- Flyvere i natten (2014)
- Helium (2014)
- Familien Jul (2014)
- I lossens time (2013)